# Ernest Renshaw

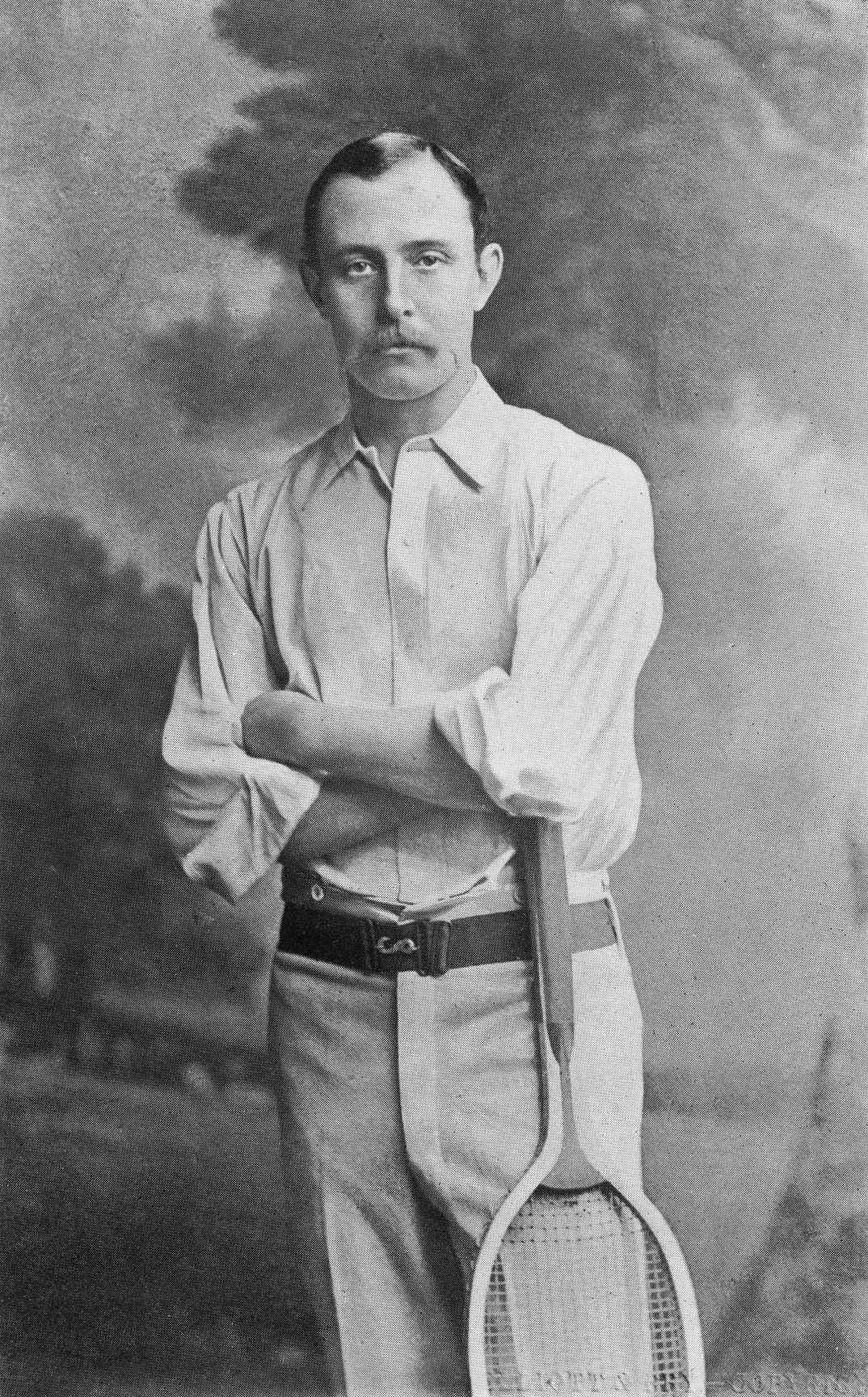
Ernest Renshaw

James Ernest Renshaw (3 de enero de 1861-2 de septiembre de 1899) fue un gran jugador de tenis del Reino Unido que se destacó durante los años 1880, cuando llegó a ser campeón individual de Wimbledon y conformó junto a su hermano mellizo, William Renshaw, una de las grandes parejas de dobles de la historia.
Nacido en Leamington, Warwickshire formó una pareja agresiva en el ataque junto a su hermano y juntos conquistaron un total de 7 títulos de dobles en Wimbledon, un récord que luego fue superado por los hermanos Doherty. Ambos fueron quizás los primeros en tomarse en serio el deporte, compitiendo en una serie de torneos en el verano británico y en el invierno, competían en la Riviera francesa, donde construyeron una cancha de tenis (en Cannes) en 1880.
Si bien su rendimiento en singles fue opacado por el de su hermano, quien conquistó 7 títulos en Wimbledon, Ernest tuvo una destacada labor individual alcanzando la final del mismo torneo en 5 oportunidades, y en una de las cuales consiguió consagrarse campeón (en 1888, batiendo en la final a Herbert Lawford). Tres de las finales jugadas las perdió ante su hermano mellizo. 
Murió en Twyford, Berkshire en 1899 e ingresó junto a su hermano al Salón internacional de la fama del tenis en 1983.

## Finales de Grand Slam

### Campeón individuales (1)
| Año  | Campeonato | Oponente en la final | Resultado   |
| 1888 | Wimbledon  | Herbert Lawford      | 6-3 7-5 6-0 |

### Finalista individuales (4)
| Año  | Campeonato | Oponente en la final | Resultado           |
| 1882 | Wimbledon  | William Renshaw      | 1-6 6-2 6-4 2-6 2-6 |
| 1883 | Wimbledon  | William Renshaw      | 6-2 3-6 3-6 6-4 3-6 |
| 1887 | Wimbledon  | Herbert Lawford      | 6-1 3-6 6-3 4-6 4-6 |
| 1889 | Wimbledon  | William Renshaw      | 4-6 1-6 6-3 0-6     |

### Campeón dobles (7)
| Año  | Torneo    | Pareja          | Oponentes en la final                    | Resultado           |
| 1880 | Wimbledon | William Renshaw | O.E. Woodhouse / C.J. Cole               |                     |
| 1881 | Wimbledon | William Renshaw | W.J. Down / H. Vaughn                    |                     |
| 1884 | Wimbledon | William Renshaw | Ernest Lewis / Edward Williams           | 6-3 6-1 1-6 6-4     |
| 1885 | Wimbledon | William Renshaw | Claude Farrer / Arthur Stanley           | 6-3 6-3 10-8        |
| 1886 | Wimbledon | William Renshaw | Claude Farrer / Arthur Stanley           | 6-3 6-3 4-6 7-5     |
| 1888 | Wimbledon | William Renshaw | Patrick Bowes-Lyon / Herbert Wilberforce | 2-6 1-6 6-3 6-4 6-3 |
| 1889 | Wimbledon | William Renshaw | George Hillyard / Ernest Lewis           | 6-4 6-4 3-6 0-6 6-1 |